# 乳酸アシドーシス
乳酸アシドーシス（にゅうさんアシドーシス、英語: Lactic acidosis）は、乳酸（多くはL-乳酸）が体内に蓄積され、血液中のpHが過度に低くなる事を特徴とする病態である。これは代謝性アシドーシスの一種で、身体の酸化的代謝に問題がある為に過剰な酸が蓄積されるものである。
乳酸アシドーシスは、通常、急性または慢性の基礎疾患、薬剤、または中毒の結果として生ずる。症状は一般的にこれらの基礎的な原因に起因する、吐き気、嘔吐、クスマウル呼吸（苦しそうで深い呼吸）、全身の衰弱などが見られることもある。
診断は血液の生化学的分析（多くの場合、最初は動脈血ガス分析）により行われ、確定されると通常、アシドーシス治療を目的として基礎的病因を確定するための検査が行われる。状況によっては、一時的に血液濾過（血液浄化）が必要になる事もある。ミトコンドリア病による稀な慢性型乳酸アシドーシスでは、特定の食事療法やジクロロ酢酸が使用される事がある。乳酸アシドーシスの予後は根本となる原因によって大きく異なるが、状況によっては（重度の感染症など）死亡のリスクが高まる。

## 分類
乳酸アシドーシスは、Woods & Cohen(1976)により A型とB型に大別され B型は更に3つに分類される。
A型臨床的な組織低酸素・循環不全を伴う
B型その原因により更に
- B1：基礎疾患（A型を引き起こす事もある）
- B2：薬物・中毒
- B3：先天性代謝異常 に分けられる。

また、稀な病型としてD-乳酸アシドーシス（D-乳酸脳症）がある。

## 兆候・症状
乳酸アシドーシスは、重症の心疾患や肺疾患、敗血症を伴う重症感染症、他の原因による全身性炎症反応症候群、重度の身体的外傷、重度の血液量減少等に伴いよく見られる症状である。ヒトの症状としては、典型的な代謝性アシドーシスの症状（吐き気、嘔吐、全身の筋力低下、呼吸困難、深い呼吸）が全て含まれる。

## 成因
乳酸アシドーシスの原因には、以下の様なものがある。
- 遺伝的疾患
  - ビオチニダーゼ欠損症（英語版）、複合カルボキシラーゼ欠損症（英語版）、ビオチンの非遺伝的欠乏症
  - ミトコンドリア糖尿病（英語版）
  - フルクトース-1,6-ビスホスファターゼ欠損症（英語版）
  - グルコース-6-ホスファターゼ欠損症（英語版）（糖原病Ⅰ型）
  - GRACILE症候群（英語版）
  - MELAS
  - ピルビン酸デヒドロゲナーゼ欠損症（英語版）
  - ピルビン酸カルボキシラーゼ欠損症（英語版）
  - リー症候群（英語版）[7]
- 薬剤
  - リネゾリド[8]
  - パラセタモール中毒[9]
  - メトホルミン：このリスクは低い（10例/10万患者年以下）が、メトホルミンの血漿中濃度が上昇し、乳酸クリアランスが損なわれている特定の状況では、メトホルミン誘発性乳酸アシドーシス（MALA）のリスクは高くなる[10][11]。旧来の関連薬で現在は販売中止となっているフェンホルミンは、乳酸アシドーシスのリスクが非常に高い。
  - イソニアジド毒性
  - プロポフォール
  - アドレナリン[12]
  - プロピレングリコール （D-乳酸アシドーシス）
  - ヌクレオシド系逆転写酵素阻害薬
  - ドルテグラビル・アバカビル・ラミブジン（英語版）[13]
  - エムトリシタビン・テノホビル（英語版）[14]
  - シアン化カリウム（シアン化物中毒）
  - フィアルリジン[15]

- その他
  - チアミン（ビタミンB1）欠乏症（特に高カロリー輸液中）[16]
  - 組織細胞への酸素供給障害（例：血流障害（低灌流）によるもの）
  - 出血
  - 多発性筋炎
  - エタノール中毒
  - 敗血症（播種性血管内凝固症候群）[3]
  - ショック
  - 進行性肝疾患
  - 糖尿病性ケトアシドーシス
  - 過度な運動（過剰練習）
  - 局所的な低灌流（例：腸虚血、著しい蜂巣炎等）
  - 非ホジキンリンパ腫、バーキットリンパ腫などの悪性腫瘍[3]
  - 褐色細胞腫[5]
  - 腫瘍崩壊症候群[17]
  - 短腸症候群における腸内細菌叢のD-乳酸産生に起因するD-乳酸アシドーシス

## 病態生理学
グルコースの代謝は解糖から始まり、10段階の酵素反応を経てピルビン酸に分解される。ピルビン酸のかなりの割合が乳酸に変換される（通常10：1）。ヒトの代謝では、24時間毎に約20 mmol/kgの乳酸が生成される。これは、主にピルビン酸を乳酸に変換する乳酸脱水素酵素（LDH）の“A”アイソフォーム（LDHA）を多く持つ組織（特に筋肉）で主に起こる。乳酸は血流によって他の組織に運ばれ、そこでLDHの“B”アイソフォーム（LDHB）によって、ATPを犠牲にしてピルビン酸に戻される。まず、肝臓（および腎臓と他の幾つかの組織）で糖新生が行われ、ピルビン酸がグルコースに変換される。これはコリ回路と呼ばれる。さらに、他の組織に移動した乳酸はクエン酸回路に入り、最終的には酸化的リン酸化が行われ、ATPが生成される。
乳酸の上昇は、産生が増加した結果であるか、代謝が低下した結果であるかのいずれかである。代謝に関しては主に肝臓で行われる為(70%)、肝疾患の場合乳酸値が上昇する可能性がある事を説明できる。
A型乳酸アシドーシスでは、乳酸産生は好気性代謝の為の酸素不足が原因である。グルコース代謝のうち酸素を必要とする部分（クエン酸回路および酸化的リン酸化）に利用できる酸素がなければ、過剰なピルビン酸は乳酸に変換される。B型乳酸アシドーシスでは、解糖の活性と残りのグルコース代謝の間にミスマッチがある為、乳酸が蓄積される。例としては、交感神経系が非常に活発な状況（例：重症喘息）等が挙げられる。急性疾患における乳酸の上昇が組織の低酸素に起因するかどうかについては議論がある。この理論的な考え方に対する経験的な裏付けは限られている。

## 診断
乳酸アシドーシスなどの酸塩基平衡異常は、まず動脈血による血液ガス分析で評価されるのが一般的である。静脈血の検査は、事実上互換性があるため、別の方法として利用する事も出来る。通常、乳酸濃度は以下に示す範囲にある。
|        | mg/dL      | mM        |
| ------ | ---------- | --------- |
| 静脈血 | 4.5 - 19.8 | 0.5- 2.2  |
| 動脈血 | 4.5 - 14.4 | 0.5 - 1.6 |

乳酸アシドーシスは、古典的には乳酸の上昇とともにpHが7.35未満、重炭酸が20mmol/L未満と定義されているが、乳酸アシドーシスはこれら二つのパラメータに影響を与える他の酸塩基異常と共に存在する場合もあり、これは必須ではない。

## 治療
急性疾患で乳酸値が上昇した場合、酸素供給と血流をサポートする事が初期の重要なステップとなる。昇圧薬（血圧を上げる薬）の中には、乳酸値が高いと効き難くなるものがあり、β2アドレナリン受容体を刺激する薬剤の中には、更に乳酸値を上昇させるものがある。
乳酸を体外に直接排出すること（例えば、血液濾過や透析）は困難であり、有効性を示す証拠は限られている。乳酸の産生に追い付けない可能性がある。
pHを改善する為に炭酸水素ナトリウム溶液を使用するレジメンを支持する証拠は限られている（炭酸ガス発生量の増加に関連し、カルシウム濃度を低下させる可能性がある）。
遺伝性ミトコンドリア障害（B3型）による乳酸アシドーシスは、ケトン食および場合によってはジクロロ酢酸（DCA）で治療できるが、末梢神経障害を合併する可能性があり、根拠が弱い。

## 予後
乳酸の軽度かつ一過性の上昇は死亡率にあまり影響を及ぼさないが、持続的かつ重度の乳酸上昇は高い死亡率となる。悪性腫瘍では死亡率が上昇する。
メトホルミン服用者の乳酸アシドーシスの死亡率は以前は50%と報告されていたが、最近の報告では25%に近いとされている。

## 獣医学領域

### 爬虫類
激しい運動を主に嫌気性エネルギー代謝（解糖）に頼る爬虫類は、特に乳酸アシドーシスに陥りやすい。特に大型のワニを捕獲する際には、ワニが解糖系の筋肉を使うため、血液のpHが変化し、刺激に反応できなくなり、動けなくなることが多い。特に大型のワニでは、捕獲に抵抗した結果、pHのバランスが崩れて死亡した例もある。
ある種のカメは、高濃度の乳酸に耐える事が出来、乳酸アシドーシスの影響を受けないことが知られている。ニシキガメは泥の中や水中に埋まって冬眠し、冬の間一度も姿を現さない。そのため、必要なエネルギーの大半を嫌気性呼吸に頼っている。特にカメの血液組成と甲羅の適応により、高レベルの乳酸の蓄積に耐える事が出来る。嫌気性呼吸が支配的な無酸素状態では、血漿中のカルシウム濃度が上昇する。このカルシウムは緩衝剤の役割を果たし、過剰な乳酸と反応して乳酸カルシウムの沈殿を形成する。この沈殿物は甲羅や骨格に再吸収され、血流から取り除かれる事が示唆されている。長期の無酸素状態に置かれたカメを調べた研究では、乳酸の45%が骨格内に貯蔵されているという。

### 反芻動物
反芻動物の場合、臨床的に重篤な乳酸アシドーシスの原因は、上記の原因とは異なる。
家畜化された反芻動物では、大量の穀物を摂取した結果、特に第一胃（瘤胃）の微生物数が穀物に対応するのに不十分な場合、乳酸アシドーシスが発生する事がある。様々な第一胃微生物の活動により、様々な揮発性脂肪酸（通常、主に酢酸、プロピオン酸、酪酸）が蓄積され、これらは部分的に解離する。通常、乳酸は第一胃内で産生されるが、通常は Megasphaera elsdenii や、より少ないがSelenomonas ruminantium等の微生物によって代謝される。穀物消費量が多い場合、解離した有機酸の濃度がかなり高くなり、第一胃の pH が6以下に低下する事がある。この低pH領域では、ラクトバシラス属（乳酸と水素イオンを生成）が有利で、M. elsdeniiとS. ruminantiumは抑制され、第一胃液中の乳酸と水素イオン濃度がかなり上昇する傾向がある。乳酸の酸解離定数(pKa)は、例えば酢酸の4.8に対して約3.9と低い為、第一胃のpHが大幅に低下する原因となる。
この様な条件下では第一胃液の溶質濃度が高い為、浸透圧ポテンシャル勾配に沿って血液から第一胃へ大量の水が移動し、飲水では緩和できない脱水を引き起こし、最終的に循環血液量減少性ショックに繋がる可能性がある。乳酸が更に蓄積して第一胃のpHが低下すると、未分離乳酸の第一胃濃度が上昇する。未解離乳酸は第一胃壁を越えて血液に入り、そこで解離し、血液のpHを低下させる事が出来る。第一胃では乳酸のL-およびD-異性体が生成されるが、これらの異性体は異なる代謝経路で代謝され、D-異性体の代謝に関与する主要酵素の活性はpHの低下と共に大きく低下し、アシドーシスが進行するとD:L異性体の比率が増加する傾向がある。
反芻動物の乳酸アシドーシスを予防するための対策としては、飼料中の穀物の過剰摂取を避け、数日間かけて徐々に穀物を導入し、比較的多くの穀物摂取に安全に対応できる第一胃微生物叢を育成する事である。飼料にラサロシドまたはモネンシンを投与すると、主要な乳酸発酵物質を阻害する事なく、乳酸産生細菌種の大部分を阻害し、反芻動物の乳酸アシドーシスのリスクを低減する事が出来る。また、給餌回数を増やして1日の穀物飼料を供給することで、第一胃液のpHを下げずに穀物摂取量を増やす事が出来る。
反芻動物の乳酸アシドーシスの治療として、希薄な重炭酸ナトリウムの静脈内投与、水酸化マグネシウムの経口投与、第一胃液の除去と水での置換（その後、必要に応じて第一胃菌の再接種）を繰り返す方法がある。